# Александров Микола Олександрович (письменник)
Микола Олександрович Алекса́ндров (нар. 11 грудня 1841, Ставрополь-Кавказький — пом. 3 липня 1907, Санкт-Петербург) — український та російський письменник, літературний і художній критик, етнограф, редактор, видавець.

## Біографія і творчість
Народився 29 листопада [11 грудня] 1841 року в місті Ставрополі-Кавказькому (нині Ставрополь, Росія). Упродовж 1849—1853 років навчався в Першій київській гімназії, яку залишив на вимогу батька. Слухав лекції у Харківському, Московському і Санкт-Петербурзькому університетах.
У 1860-х роках у Санкт-Петербурзі виступав з рецензіями в журналі «Современник», з гумористичними віршами в журналі «Оса», фейлетонами та критичними статтями в журналах «Якорь» (в ньому спільно з Миколою Шульгіним був негласним редактором) і «Дело». Вів розділ критики та бібліографії у журналі «Женский вестник», де у № 8 за 1867 рік опублікував статтю про Тараса Шевченка з приводу видання «Кобзаря» 1867 року — «Недомолвки о народном поэте». Редагував «Современное обозрение», брав участь у виданні журналу «Библиограф».
У 1875–1876 роках у Москві редагував «Русскую газету»; у 1879–1880 роках завідував відділом журналістики в «Петербургском листке». Заснував у Санкт-Петербурзі «Художественный журнал», який редагував протягом 1880–1887 років. В ньому розмістив статті про Архипа Куїнджі, Івана Крамського, Володимира Маковського.
1900 року здійснив інсценізацію поеми Івана Котляревського «Енеїди». Написав спогади «За 50 лет», зокрема про відвідування в Каневі могили Тараса Шевченка. Підготував і видав понад 50 науково-популярних етнографічних нарисів для дітей. 
Останні роки провів у бідності та самотності. Помер у Санкт-Петербурзі 20 червня [3 липня] 1907 року. На його смерть у притулку відгукнулася некрологами низка газет та журналів.